# Dansemaraton
Dansemaraton er en danseaktivitet, som blev populær i 1920'erne og -30'erne. Mange arbejdsløse mennesker deltog i konkurrencerne for at blive berømte eller modtage pengepræmier. 
| Dans | Spire Denne artikel om dans eller danseudtryk er en spire som bør udbygges. Du er velkommen til at hjælpe Wikipedia ved at udvide den. |